# نادي لوزيرن
نادي لوزيرن (تُلفظ بالألمانية: [ɛf ˈt͡seː luˈtsɛrn]) أو اختصارًا لـ FCL، هو نادٍ رياضي سويسري، يقع مقره في لوسيرن. يشتهرالنادي بفريق كرة القدم المحترف، ويشارك في دوري السوبر السويسري، هو أعلي دوري في نظام دوريات كرة القدم السويسرية. وفاز باللقب الوطني مرة واحدة، والكأس الوطنية مرتين. 
ألوان النادي هي الأزرق والأبيض، مشتقة من شعار النبالة لمدينة لوسيرن وكانتون لوسيرن. يلعب النادي مبارياته علي أرضه في ملعب سويس اسبور أرينا، الملعب المبني حديثًا في عام 2011 في نفس مكان ملعب ألمند القديم.
تأسس نادي لوزيرن في عام 1901. يملك النادي فرق غير احترافية مثل كرة القدم النسائية، والكرة الطائرة، والبوتشا، والجمباز.

## التاريخ

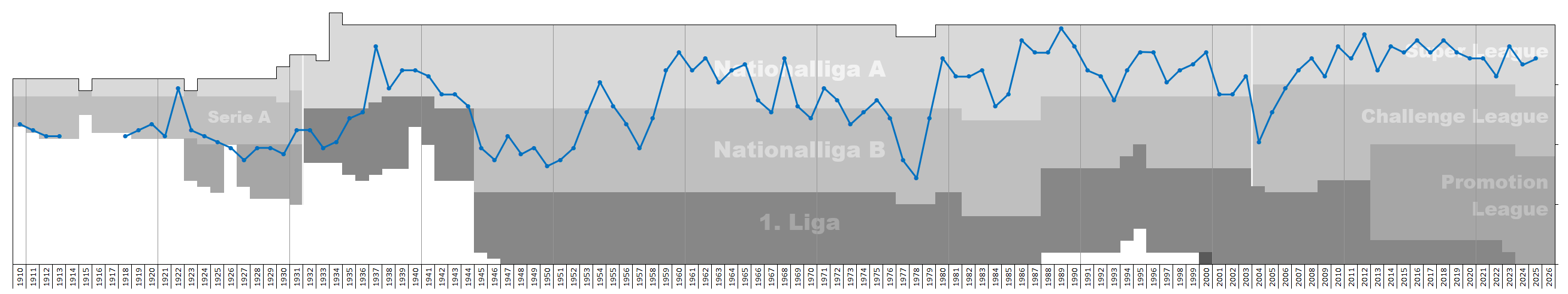
مخطط لجدول نادي لوزيرن في نظام كرة القدم السويسرية

كان أعظم نجاح لفريق لوزيرن هو الفوز بالبطولة السويسرية عام 1989، والفوز بكأس سويسرا مرتين أعوام 1960 و1992. حصل على المركز الثاني أربع مرات في 1997، 2005، 2007، 2012.
حقق إف سي لوزيرن أكبر عدد من الصعود والهبوط من وإلي الدرجة الأولى الوطنية منذ إنشاء أعلي قسم على مستوى البلاد في عام 1933 بإجمالي 17 حركة.
| الصعود                                                        | هبوط                                                    |
| ------------------------------------------------------------- | ------------------------------------------------------- |
| 9 مرات (1936، 1953، 1958، 1967، 1970، 1974، 1979، 1993، 2006) | 8 مرات (1944، 1955، 1966، 1969، 1972، 1975، 1992، 2003) |

### بداية النادي
تعود أول محاولة معروفة لتأسيس نادٍ لكرة القدم في لوزيرن إلي 6 مايو 1867 عندما نُشر إعلان في صحيفة Luzerner Tagblatt يعلن عن اجتماع بشأن تأسيس نادي لوزيرن ودعا «أعضاء إضافيين». على الرغم من أن المناشدة لم يكن لها صدى كبير، يمكن وصف هذه المجموعة الفضفاضة من أصدقاء كرة القدم بأنها سابقة لنادي لوزيرن
، بدأت المحاولة الثانية في عام 1901 من قبل الأصدقاء Adolf Coulin، وErnst Haag، وHans Walter ، الذين عرفوا كرة القدم من Romandie ، حيث كانت اللعبة بالفعل تحظى بشعبية كبيرة. التقوا في 8 يوليو 1901 مع عشاق كرة القدم الآخرين في Floragarten - في مطعم في Seidenhofstrasse بالقرب من محطة القطار - لترتيب إنشاء نادي لوزيرن. أقيم التدريب الأول في Allmend بعد أربعة أيام فقط في 12 يوليو 1901، وهي مساحة خضراء كبيرة جنوب وسط المدينة، وأصبحت فيما بعد مقر النادي، كان التأسيس الرسمي في 12 أغسطس 1901.
أقيمت المباراة الأولى في 13 أبريل 1902 خارج ملعبه ضد زوفينجن. وأنتهت بالهزيمة 1-2، أصبح ألبريك لوثي أول هداف للنادي. جرت المباراة الأولى على أرض النادي في 25 مايو 1902 وكان زوفينجن المنافس مرة أخرى. انتهت المبارة بفوز الفريق الضيف 4-0.

### بداية بطيئة (1903-1918)
أصبح نادي لوزيرن عضوًا رسميًا في الاتحاد السويسري لكرة القدم (SFA) في 13 سبتمبر 1903، سُمح للأندية بحرية اختيار القسم الذي ستلعب فيه، وقرر النادي المنافسة في الدرجة الثالثة سيري سي. اختار النادي المشاركة في دوري الدرجة الثانية لعام 1904 –05 الموسم على الرغم من الفوز بمباراة واحدة فقط في موسمه الأول. حصل النادي علي المركز الثاني لمدة ثلاث سنوات متتالية من عام 1906 حتى عام 1909، دمج لوزيرن في الدوري الدرجة الأولي من قبل الاتحاد السويسري لكرة القدم في عام 1909. ولكن المهمة كانت كبيرة جدًا، وأنهى لوزيرن الموسم في قاع جدول الدوري.
تحولت الأمور إلى الأفضل في ظل الإدارة الجديدة، أقيمت المباريات الدولية لأول مرة، وكانت المبارة الأولى ضد Unione Sportiva Milanense في عام 1911 في كياسو، وأنتهت بالخسارة 2–3 . وتعادل لوزيرن 1–1 ضد مولهاوس في اللقاء الدولي الثاني، وفاز بأول مباراة دولية له 4-2 على إس في شتوتجارت في عام 1912. أنهى لوزيرن قاع الجدول عامي 1912 و 1913 وفقد حقه في اللعب في دوري الدرجة الأولى بعد الأداء المخيب للآمال في الدوري المحلي.
عانى لوزيرن أيضًا في دوري الدرجة الثانية وكان مهددًا بأن يصبح ثاني نادٍ في المدينة. بين عامي 1913 و 1915، هُزم لوزيرن خمس مرات على يد نادي إف سي كيكرز المنافس في المدينة. لفترة من الوقت، كان حتى الاندماج مع شركة 1907 التي أسست شركة كيكرز سيناريو واقعيًا، لكن تم رفض الاندماج بتصويت واحد فقط.

### البطولة والعودة إلي دوري الدرجة الثانية (1918-1936)
عاد لوزيرن إلى دوري الدرجة الأولى في عام 1918 بعد فوزه على إف سي بادن. أصبح ديونيس شونيكر بعد خمس سنوات في الدرجة الثانية، الذي انضم إلي إف سي لوزيرن من نادي رابيد فيينا النمساوي، أول مدرب محترف للنادي في عام 1921. حقق تعيينه نجاحًا فوريًا، فواصل لوزيرن الفوز بالمجموعة المركزية السويسرية من دوري الدرجة الأولى وتأهل إلى الجولة الأخيرة من البطولة بعد فوزه على بطل شرق سويسرا بلو ستارز زيورخ 2-1، واجه لوزيرن فريق سيرفيت جنيف في 25 يونيو 1922 في بازل، وفاز فريق جينف بنتيجة 2-0. اقتحم جماهير سيرفيت أرض الملعب بسبب خاطئ من الحكم، ولم تقنع الجماهير بمغادرة الملعب، ووافق فريق لوزيرن على إنهاء المباراة لتجنب وقوع المزيد من الحوادث.
عاد لوزيرن إلى النمط القديم، ولم ينجو إلا بصعوبة من الهبوط في الموسمين التاليين، لكنه لم يتمكن من تجنب الهبوط في عام 1925. لعب النادي في الدرجة الثانية من عام 1925 إلى عام 1930، وكان قريبًا من الترقية. حاول الاتحاد السويسري لكرة القدم في أواخر العشرينات وأوائل الثلاثينيات بمحاولات فاشلة لإصلاح الدوري. مُنعت لوزيرن من المشاركة في الدرجة الأولى الوطنية حتى ربيع عام 1931، بالرغم من تأمين الصعود بالحصول علي القبها الثالث على التوالي في الدرجة الثانية في عام 1929، نفذ تخفيض كبير في عدد الأندية في الدرجة الأولى في عام 1931، مما يعني الهبوط الإجباري لما لا يقل عن 15 ناديًا، بما في ذلك لوزيرن.

### سنوات صعبة (1936-1959)
شهد التغيير في ثروة كرة القدم ترقية لوزيرن إلي Nationalliga، المنشئ حديثًا في عام 1936. تمكن النادي من إنهاء موسم 1936-1937 رابعًا علي الرغم من العقوبات التي فرضها الاتحاد السسويسري، ويُعتبر أفضل مركز في الدوري حتى عام 1976. تأثرت السنوات التالية بشدة بالحرب العالمية الثانية، لم تكن شركة FCL قادرة على البناء على هذا النجاح. جاء المدربون وذهبوا لكن النادي لم يحتل مرتبة أعلي من المراكز الأربعة الأخيرة. غادر الدولي الشهير سيريو فيرناتي لوزيرن في عام 1943، وحُرم الفريق من أفضل لاعب له، وهبط في ربيع عام 1944.
أصبح لوزيرن نادٍ نموذجي في الدرجة الثانية في الأربعينيات من القرن الماضي. بدأ لوزيرن مرة أخرى بداية سيئة في موسم 1952-1953، ولكنه تحسن بشكل ملحوظ مع تقدم الموسم. وضمن الصعود في المباراة النهائية ضد المنافس المحلي SC Zug .
استمرت الطفرة لمدة عامين فقط، وهبط لوزيرن مرة أخرى في عام 1955. عين مجلس إدارة النادي المدرب الألماني الشاب رودي جوتندورف، الذي امتدت مسيرته التدريبية لاحقًا إلى الكوكب بأسره. بينما اعتبر جوتندورف السنوات الأولى فترة تأهيل، صعد الفريق بعد عام واحد فقط في الدرجة الثانية، فجاء الصعود في نهاية المطاف في عام 1958.

### الكأس الأولى وسنوات اليويو (1960–1979)
كان الأداء في الدوري غير منتظم طوال النصف الأول من الستينيات، فاز لوزيرن بأول لقب وطني كبير بفوزه بكأس سويسرا في عام 1960، فلعبت المباراة النهائية ضد إف سي جرانشن، شارك لوزيرن بعد ذلك في النسخة الأولى من كأس الكؤوس الأوروبية لكرة القدم في 1960–61، لكنه خسر بسهولة أمام فريق فيورنتينا بنتيجة 0-3 و2-6.
لم يدم النجاح طويلاً وأدى الوضع المالي السيئ المزمن إلي العديد من التغييرات الإدارية. هبط النادي مرة أخرى في عام 1966، واشتهر لوزيرن بأنه «فريق اليويو». تبع ذلك الصعود في عام 1967، والهبوط في عام 1969، ثم الصعود في عام 1970، والهبوط في عام 1972، ثم الصعود في عام 1974، ثم الهبوط مرة أخرى في عام 1975، وأخيراً الصعود في عام 1979. درب النادي أحد عشر مدربًا مختلفًا، فاز الفريق بكأس 1960 بين ذلك الوقت. درب النادي الأسطورة المحلية والمدرب اللاحق للمنتخب السويسري بول ولفيسبرج، كانت فترته الثانية من 1978 إلي 1982 من أنجح الفترات في تاريخ النادي. 

### السنوات الذهبية (1980-1992)
وقع لوزيرن مع أوتمار هيتسفيلد في صيف 1980 (كانت هذه آخر محطة لهيتسفيلد كلاعب قبل أن يبدأ مسيرته التدريبية الناجحة في عام 1983)، حقق النادي العديد من الإنجازات في منتصف الجدول خلال أوائل الثمانينيات، فعزز النادي موقعه في الدوري. تولى فريدل راوش تدريب النادي عام 1985 وقاد لوزيرن إلي أنجح حقبة لهم، احتل النادي في عام 1986 المركز الثالث وتأهل لكأس الاتحاد الأوروبي للمرة الأولى في تاريخ النادي، لعب ضد سبارتاك موسكو وتعادل 0-0 خارج أرضه، وخسر مباراة الذهاب بنتيجة 0-1.
حصول النادي علي المركز الخامس في عامي 1987 و1988، كأن ينظر إليه بالفريق الضعيف، ولكن فاز لوزيرن بالبطولة السويسرية في عام 1989، ويُعتبر ذلك أكبر نجاح فردي في تاريخ النادي حتى الآن، وانتزع لوزيرن سباق اللقب بفوزه 1-0 على أرضه علي سيرفيت أمام 24000 مشجع بفضل الهدف الحاسم لمهاجم الألماني يورغن موهر.
انتصار الدوري منح لوزيرن المشاركة في كأس أوروبا، وهو أول وأخر ظهور للنادي، شارك أمام أيندهوفن بطل هولندا، ولكن المغمارة توقفت مبكرًا. وكان النادي غير قادر على الدفاع عن لقب الدوري في عام 1990. تأهل لوزيرن لكأس الاتحاد الأوروبي وحقق فوزه الأوروبي الأول على إم تي كيه بودابست، لكنه خسر أمام أدميرا واكر فيينا في الجولة التالية.
فشل لوزيرن في موسم 1991-1992 في التأهل إلى المجموعة الفاصلة للبطولة، بسبب فارق الأهداف وعانى بشكل مفاجئ من الهبوط بعد منافسة صعبة في تصفيات الهبوط. فاز لوزيرن بعد أيام فقط من الصدمة بلقبة الثالث بعد فوزه على إف سي لوجانو 3-1 في نهائي كأس سويسرا. غادر راوش النادي في نهاية الموسم.

### الصعود والهبوط (1993-2006)
لم يستطع النادي بعد عودته على الفور إلى الدوري في عام 1993، أن يرتقى إلى مستوى النجاحات السابقة ولعب دورًا متواضعًا في السنوات التالية بإستثناء الظهور في نهائي الكأس في عام 1997، والذي خسره ضد البطل سيون. تميزت أواخر التسعينيات وأوائل القرن الحادي والعشرين بتغييرات إدارية متكررة وتجدد الصرعات المالية. اضطر رئيس النادي رومانو سيميوني (1975-1998) إلى التنحي بعد صراع مطول على السلطة مع مختلف الفصائل في النادي. أعقب ذلك فترة من الفوضى والفضيحة من عدم الاستقرار المالي والرياضي. تجنب النادي سحب رخصة اللعب من خلال حملة لإنقاذ في اللحظات الأخيرة لجمع الأموال في عام 1999. كان عام 2001 هو الذكرى المئوية لوزيرن.
كانت العروض غير المستقرة في الدوري باستمرار، هبط لوزيرن في نهاية المطاف في عام 2003. استمر السقوط، وانهى لوزيرن في المركز الثاني خلف غريمه المحلي إس سي كريينز للمرة الأولى في تاريخ النادي في عام 2004. خسر لوزيرن نهائي كأس سويسرا عام 2005 أمام إف سي زيورخ، فاز الفريق بدوري التحدي السويسري في عام 2006 مع المدرب قلب الدفاع السابق رينيه فان إيك، وحصل على الصعود بعد 31 مباراة دون هزيمة.

### الدوري الممتاز (2006 إلى الوقت الحاضر)
عين لوزيرن الدولي السويسري السابق سييراكو سفورزا كمدرب، وتأهل لنهائي كأس سويسرا، وخسره أمام بازل في 2007، نفد صبر مجلس إدارة لوزيرن على سفورزا في عام 2008 بعد فوزه بنقطة واحدة فقط في ست مباريات. تجنب لوزيرن الهبوط بعد تعيين رولف فرينجر، وفوزه في تصفيات الهبوط على إف سي لوجانو 5-1 في مجموع المباراتين في عام 2009.
أدى توقيع النجم هاكان ياكين في صيف 2009 إلى تحويل الفريق إلى فريق ناجح، واحتل المركز الثالث. خسر النادي التصفيات اللاحقة للدوري الأوروبي ضد أوتريخت. استبدل فرينغر بالدولي السويسري السابق مراد ياكين (شقيق هاكان ياكين) بعد موسم 2010-11 المتواضع، أنهى لوزيرن موسم 2011-12 في المركز الثاني، وهو أعلى إنجاز منذ 1989، ولكنه خسر نهائيًا آخر لكأس سويسرا للمرة الرابعة على التوالي. كانت بداية موسم 2012-13 سيئة، فخسر أمام جينك في الدور الفاصل للدوري الأوروبي. استبدل مراد ياكين بكارلوس بيرنيجر. فشل بيرنجر في تأكيد الأداء الجيد في الموسم الأول بطريقة مماثلة لسلفه، واستبدل باللاعب الألماني الدولي السابق ماركوس بابل بعد بداية سيئة للموسم، وخسارة مخيبة للآمال في تصفيات الدوري الأوروبي أمام سانت جونستون. تحت إدارة بابل، استقر أداء النادي، فاحتل المركز الخامس في موسم 2014-15، والثالث في موسم 2015-16، والخامس مرة أخرى في موسم 2016-17. فشل لوزيرن باستمرار في التقدم في جولات التصفيات المؤهلة للدوري الأوروبي بعد الهزائم أمام ساسولو في 2016، وأوسيك في 2017.
استبدل ماركوس بابل بمدرب فريق تحت 21 عامًا جيراردو سيوان بعد نهاية النصف الأول المخيب للآمال من موسم 2017-18. كان لتعيين سيوان تأثير إيجابي فوري، وأنهى النادي الموسم في المركز الثالث. انضم سيوان إلى البطل السويسري الجديد يانغ بويز في خطوة مفاجئة بعد أسابيع فقط من نهاية الموسم. أعلن نادي لوزيرن في 22 يونيو 2018 عن تعيين رينيه فايلر مدرب أندرلخت ونورمبرغ السابق. في أوائل 2019، بعد سلسلة من النتائج السيئة والتوتر بين فايلر والمدير الرياضي للنادي ريمو ماير،  استبدل فايلر بالدولي السويسري السابق توماس هابيرلي، الذي قاد الفريق لاحتلال المركز الخامس. تأهل لوزيرن إلى الدور التالي في تصفيات الأوروبية للمرة الأولى منذ 1992 بفوزه على فريق كو كلاكسفيك من جزر فارو 2-0 في مجموع المباراتين، ولكن إقصي لاحقًا من قبل إسبانيول. استبدل هابيرلي بلاعب خط وسط مرسيليا وخيتافي السابق فابيو سيليستيني بعد النصف الأول السيئ من موسم 2019-20.

## المعجبين والمنافسات
نادي لوزيرن لم يفز سوى بثلاثة ألقاب وطنية مهمة، إلا أن النادي هو أحد أندية كرة القدم المتمتع بقاعدة جماهيرية محلية قوية. يستمد النادي دعمه في الغالب من وسط سويسرا، والتذاكر الموسم تباع في لوسيرن وأوبفالدن ونيدوالدن وأوري وزوغ وكذلك في بعض أجزاء من أرجاو وشويز. احتل لوزيرن المرتبة الأولى بين الخمسة الأوائل من حيث متوسط الحضور في الدوري السويسري الممتاز بمتوسط جمهور يتراوح بين 9000 و 14000 متفرج منذ انتقاله إلى الملعب الجديد في عام 2011، 
يلعب الديربي المحلي مع SC Kriens، الذي يقع ملعبه على بعد حوالي 1.3 كيلومتر من مرافق نادي لوزيرن في Allmend. فاز لوزيرن على SC Kriens 1-0 في الجولة الافتتاحية لكأس سويسرا 2017-18 في 12 أغسطس 2017، كانت هذه هي المبارة الأولى بين الفريقين في مسابقة رسمية منذ عام 2006.
أشعلت فترات المنافسة الرياضية المكثفة شرارة التنافس بين لوزيرن وبازل في منتصف التسعينيات ومع سيون في منتصف العقد الأول من القرن الحادي والعشرين علي الرغم من عدم وجود منافسات تقليدية وعميقة الجذور. ينظر غالبية المشجعين وخاصة مجموعات أولترس، ينظرون إلي نادي سانت غالن علي أنه منافس رئيسي. يعتبر الكثيرون أن المباريات مع نادي آراو بمثابة ديربي محلي، وتجذب أعدادًا كبيرة من مشجعي لوزيرن خاصة في المباريات خارج الديار.

## ملعب

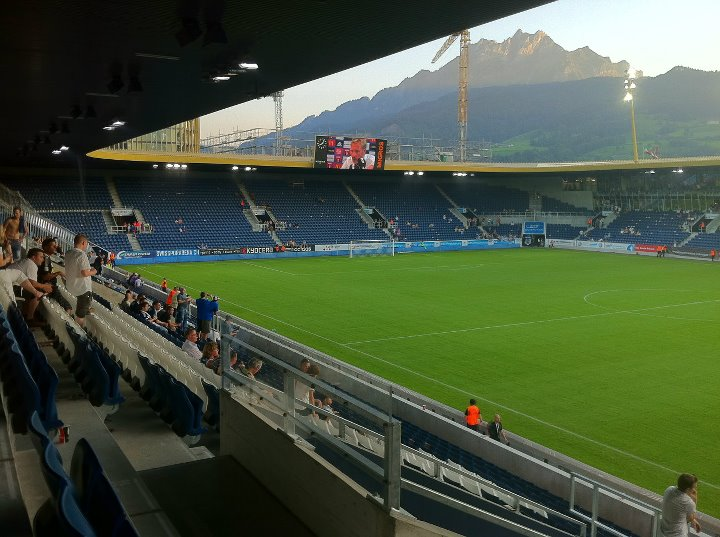
ملعب سويس سبورارينا

لعب النادي مبارياته على أرضه في Stadion Allmend بين عامي 1934 و2009، وكانت سعتها النظرية 25000، ولكن لم يسمح الاتحاد السويسري لكرة القدم بحضور أكثر من 13000 شخص في العام الأخير من وجوده في عام 2009 لأسباب أمنية. انتهي من إنشاء ملعب جديد في عام 2011، لعب لوزيرن مؤقتًا مبارياته على أرضه في ملعب Gersag Stadion في إمين.
انتقل النادي إلى Swissporarena المبنية حديثًا في أغسطس 2011، والواقع محل الملعب القديم. انتهت المباراة الافتتاحية لملعب بالتعادل 0-0 ضد إف سي ثون.

## الإنجازات
- الدوري السويسري الممتاز
  - البطل: 1988-89
  - الوصيف (2): 1922، 2011–12
- دوري التحدي السويسري
  - البطل (5): 1936، 1953، 1967، 1974، 2006.
- كأس سويسرا
  - البطل: 1959-60، 1991-1992
  - الوصيف: 1996-97، 2004–05، 2006–07، 2011–12
- كأس السوبر السويسري
  - الوصيف (1): 1989

كان أعظم نجاح في تاريخ النادي هو الفوز بالبطولة عام 1989 تحت إدارة المدرب الألماني فريدل راوش. ولعب النادي ستة نهائيات لكأس سويسرا، وفاز مرتين بإنتصار عليإف سي غرينشن 1-0 في عام 1960، والإنتصار علي إف سي لوجانو 3-1 (بعد الوقت الإضافي) في عام 1992. خسر النادي في الآونة الأخيرة أربع نهائيات على التوالي: ضد سيون في عام 1997 بنتيجة 4-5 بركلات الترجيح، ضد زيورخ في عام 2005 بنتيجة 1–3، وخسر مرتين ضد بازل في 2007 بنتيجة 0-1، وفي 2012 بنتيجة 2-4 بركلات الترجيح. وصول إلي نهائي الكأس في عام 2005 كنادي من الدرجة الثانية، وعاد إلي الدوري الممتاز في عام 2006، ووصول إلى نهائي الكأس مرة أخرى في عامي 2007 و 2012. كان ذلك من أحدث نجاحات النادي.

### جدول الدوري طوال الوقت
يحتل لوزيرن المرتبة التاسعة في جدول الدوري معظم الوقت.

## الأرقام الأوربية
- دوري أبطال أوروبا
  - مشاركة واحدة
- كأس الكؤوس الأوروبية
  - ثلاث مشاركات
- الدوري الأوروبي
  - خمس مشاركات
- كأس إنترتوتو
  - مشاركتين

| الموسم  | المسابقة             | الدور                 | النادي              | الذهاب | الإياب    | إجمالي       |
| ------- | -------------------- | --------------------- | ------------------- | ------ | --------- | ------------ |
| 1960–61 | كأس الكؤوس الأوروبية | ربع النهائي           | فيورنتينا           | 0–3    | 2–6       | 2–9          |
| 1986–87 | الدوري الأوروبي      | الدور الأول           | سبارتاك موسكو       | 0–0    | 0–1       | 0–1          |
| 1989–90 | دوري أبطال أوروبا    | الدور الأول           | نادي آيندهوفن       | 0–3    | 0–2       | 0–5          |
| 1990–91 | الدوري الأوروبي      | الدور الأول           | نادي بودابست        | 1–1    | 2–1       | 3–2          |
| 1990–91 | الدوري الأوروبي      | الدور الثاني          | أدميرا فاكر مودلينغ | 0–1    | 1–1       | 1–2          |
| 1992–93 | كأس الكؤوس الأوروبية | الدور الأول           | ليفسكي صوفيا        | 1–2    | 1–0       | 2–2          |
| 1992–93 | كأس الكؤوس الأوروبية | الدور الثاني          | فاينورد             | 1–0    | 1–4       | 2–4          |
| 1997–98 | كأس الكؤوس الأوروبية | الدور الأول           | سلافيا براغ         | 2–4    | 0–2       | 2–6          |
| 2010–11 | الدوري الأوروبي      | الدور التأهيلي الثالث | نادي أوترخت         | 0–1    | 1–3       | 1–4          |
| 2012–13 | الدوري الأوروبي      | الدور التأهيلي        | نادي جينك           | 2–1    | 0–2       | 2–3          |
| 2014–15 | الدوري الأوروبي      | الدور التأهيلي الثاني | سانت جونستون        | 1–1    | 1–1 (aet) | 2–2 (4–5 p.) |
| 2016–17 | الدوري الأوروبي      | الدور التأهيلي الثالث | نادي ساسولو         | 1–1    | 0–3       | 1–4          |
| 2017–18 | الدوري الأوروبي      | الدور التأهيلي الثاني | نادي أوسييك         | 0–2    | 2–1       | 2–3          |
| 2018–19 | الدوري الأوروبي      | الدور التأهيلي الثالث | نادي أولمبياكوس     | 0–4    | 1–3       | 1–7          |
| 2019–20 | الدوري الأوروبي      | الدور التأهيلي الثاني | نادي كلاكسفيك       | 1–0    | 1–0       | 2–0          |
| 2019–20 | الدوري الأوروبي      | الدور التأهيلي الثالث | إسبانيول            | 0–3    | 0–3       | 0–6          |

المصدر:
المصدر: 

## المواسم الأخيرة
آخر تحديث 21 يونيو 2019..
أداء النادي خلال المواسم الماضية: 
| الموسم  | الدوري               | الدوري  | الدوري | الدوري | الدوري | الدوري | الدوري | الدوري | الدوري | الدوري | الدوري       | الدوري     | الدوري      | الكأس       | الدوري الأوروبي       |
| الموسم  | الدوري               | الترتيب | لعب    | فوز    | تعادل  | خسارة  | له     | علية   | إجمالي | النقاط | متوسط الحضور | الهداف     | عدد الأهداف | الكأس       | الدوري الأوروبي       |
| ------- | -------------------- | ------- | ------ | ------ | ------ | ------ | ------ | ------ | ------ | ------ | ------------ | ---------- | ----------- | ----------- | --------------------- |
| 2005–06 | دوري التحدي السويسري | الأول   | 34     | 24     | 7      | 3      | 69     | 33     | +36    | 79     | 5٬232        | تشوقة      | 27          | دور 8       | -                     |
| 2006–07 | دوري السوبر السويسري | 8       | 36     | 8      | 9      | 19     | 31     | 58     | −27    | 33     | 7٬733        | تشوقة      | 11          | الوصيف      | -                     |
| 2007–08 | دوري السوبر السويسري | 6       | 36     | 10     | 14     | 12     | 40     | 49     | −9     | 44     | 9٬181        | لوسترينيلي | 14          | دور 16      | -                     |
| 2008–09 | دوري السوبر السويسري | 9*      | 36     | 9      | 8      | 19     | 45     | 62     | −17    | 35     | 8٬074        | فريمبورغ   | 13          | نصف النهائي | -                     |
| 2009–10 | دوري السوبر السويسري | 4       | 36     | 17     | 7      | 12     | 66     | 55     | +11    | 58     | 7٬551        | يانو       | 21          | ربع النهائي | -                     |
| 2010–11 | دوري السوبر السويسري | 6       | 36     | 13     | 9      | 14     | 62     | 57     | +5     | 48     | 7٬993        | ياكين      | 12          | دور 16      | الدور التأهيلي الثالث |
| 2011–12 | دوري السوبر السويسري | 2       | 36     | 14     | 12     | 8      | 46     | 32     | +14    | 54     | 14٬180       | فيريرا     | 7           | الوصيف      | -                     |
| 2012–13 | دوري السوبر السويسري | 8       | 36     | 10     | 12     | 14     | 41     | 52     | −11    | 42     | 12٬410       | غيغاس      | 7           | الدور الأول | مبارة التأهل          |
| 2013–14 | دوري السوبر السويسري | 4       | 36     | 15     | 6      | 15     | 48     | 54     | −6     | 51     | 11٬291       | رانغيلوف   | 11          | نصف النهائي | -                     |
| 2014–15 | دوري السوبر السويسري | 5       | 36     | 12     | 11     | 13     | 54     | 46     | +8     | 47     | 10٬923       | شنويلي     | 17          | دور 16      | الدور التأهيلي الثاني |
| 2015–16 | دوري السوبر السويسري | 3       | 36     | 15     | 9      | 12     | 59     | 50     | +9     | 54     | 11٬292       | شنويلي     | 16          | نصف النهائي | -                     |
| 2016–17 | دوري السوبر السويسري | 5       | 36     | 14     | 8      | 14     | 62     | 66     | −4     | 50     | 10٬955       | شنويلي     | 14          | نصف النهائي | الدور التأهيلي الثالث |
| 2017–18 | دوري السوبر السويسري | 3       | 36     | 15     | 9      | 12     | 51     | 51     | 0      | 54     | 10٬051       | شوربف      | 11          | ربع النهائي | الدور التأهيلي الثاني |
| 2018–19 | دوري السوبر السويسري | 5       | 36     | 14     | 4      | 18     | 56     | 61     | −5     | 46     | 9٬364        | ايكيل      | 13          | نصف النهائي | الدور التأهيلي الثالث |

تجنب الهبوط بفوزه على إف سي لوجانو 5 - 1 في مجموع المباراتين في تصفيات الهبوط.

## الاعبين

### تشكيلة الفريق
آخر تحديث 29 سبتمبر 2020.
ملاحظة: تشير الأعلام إلى المنتخب الوطني على النحو المحدد في قواعد الأهلية للفيفا. قد يحمل اللاعبون أكثر من جنسية واحدة غير تابعة للفيفا.
| الرقم | البلد     | المركز | اللاعب                        |
| ----- | --------- | ------ | ----------------------------- |
| 1     | سويسرا    | حارس   | دافيد زيبونغ                  |
| 4     | سويسرا    | مدافع  | ستيفان كنيزيفيك               |
| 5     | البرازيل  | مدافع  | لوكاس ألفيس دي أراوغو         |
| 6     | سويسرا    | مدافع  | ماركو بوركى                   |
| 7     | السنغال   | وسط    | إبراهيما نداي                 |
| 8     | الكاميرون | وسط    | تسى ويليام ندينج              |
| 9     | صربيا     | مهاجم  | ديچان سورجيك                  |
| 10    | النمسا    | وسط    | لويس شاوب (معار من نادي كولن) |
| 11    | سويسرا    | وسط    | باسكال ستشوربف                |
| 14    | إسبانيا   | وسط    | أليكس كاربونيل                |
| 15    | ألمانيا   | وسط    | مارفين سكولز                  |
| 17    | سويسرا    | مدافع  | سيمون غريتير                  |
| 19    | سويسرا    | وسط    | فيليب وجرينيك                 |
| 20    | سويسرا    | وسط    | تايرون أووسو                  |

| الرقم | البلد          | المركز | اللاعب                            |
| ----- | -------------- | ------ | --------------------------------- |
| 21    | سويسرا         | مدافع  | Ashvin Balaruban                  |
| 22    | الكاميرون      | مهاجم  | Yvan Alounga                      |
| 23    | غانا           | وسط    | صموئيل ألابي                      |
| 27    | سويسرا         | مدافع  | كريستيان شويغلير                  |
| 31    | سويسرا         | وسط    | Lorik Emini                       |
| 32    | ألمانيا        | حارس   | ماريوس مولر                       |
| 34    | سويسرا         | مدافع  | سيلفان سيدلير                     |
| 39    | كوسوفو         | مهاجم  | Mark Marleku                      |
| 46    | سويسرا         | مدافع  | ماركو يبرش                        |
| 70    | سويسرا         | وسط    | Julian Hermann                    |
| 71    | سويسرا         | مهاجم  | Lino Lang                         |
| 72    | سويسرا         | مهاجم  | Nenad Zivkovic ‏                   |
| 73    | سويسرا         | مهاجم  | Aziz Binous                       |
|       | ألمانيا        | مهاجم  | Varol Tasar (معار من نادي سيرفيت) |
|       | جمهورية التشيك | مدافع  | مارتين فريديك                     |

### على سبيل الإعارة
ملاحظة: تشير الأعلام إلى المنتخب الوطني على النحو المحدد في قواعد الأهلية للفيفا. قد يحمل اللاعبون أكثر من جنسية واحدة غير تابعة للفيفا.
| الرقم | البلد | المركز | اللاعب |
| ----- | ----- | ------ | ------ |

| الرقم | البلد | المركز | اللاعب |
| ----- | ----- | ------ | ------ |

## شؤون الموظفين
آخر تحديث 7 July 2020..

### الكادر الفني الحالي
| اسم               | وظيفة                |
| ----------------- | -------------------- |
| فابيو سيليستيني   | المدير الفني للمنتخب |
| جينيسيو كولاتريلا | مساعد مدرب           |
| لورينزو بوكشي     | مدرب حارس المرمى     |
| كريستيان شميت     | مدرب لياقة بدنية     |
| ريمو ماير         | مدير كرة القدم       |

المصدر: 

### المدربين منذ عام 2006
|    | مدرب                              | من             | إلي            | عدد أيام | نقاط لكل لعبة |
| -- | --------------------------------- | -------------- | -------------- | -------- | ------------- |
| 1  | وصلة=\|حدود كرياك سفورزا          | 1 يوليو 2006   | 10 أغسطس 2008  | 771      | 1.15          |
| 2  | وصلة=\|حدود جين دانيل جروس (مؤقت) | 11 أغسطس 2008  | 17 أغسطس 2008  | 6        | -             |
| 3  | وصلة=\|حدود روبيرتو مورينينى      | 17 أغسطس 2008  | 27 أكتوبر 2008 | 71       | 0.88          |
| 4  | وصلة=\|حدود رولف فرينجير          | 27 أكتوبر 2008 | 2 مايو 2011    | 917      | 1.51          |
| 5  | وصلة=\|حدود كريستيان براند (مؤقت) | 2 مايو 2011    | 30 يونيو 2011  | 59       | 0.80          |
| 6  | وصلة=\|حدود مراد ياكين            | 1 يوليو 2011   | 19 أغسطس 2012  | 415      | 1.57          |
| 7  | وصلة=\|حدود ريسزارد كومورنيكى     | 20 أغسطس 2012  | 2 أبريل 2013   | 225      | 1.00          |
| 8  | وصلة=\|حدود جيراردو سيواني (مؤقت) | 4 أبريل 2013   | 8 أبريل 2013   | 4        | -             |
| 9  | وصلة=\|حدود كارلوس بيرنيجير       | 8 أبريل 2013   | 6 أكتوبر 2014  | 546      | 1.44          |
| 10 | وصلة=\|حدود ماركوس بابل           | 13 أكتوبر 2014 | 5 يناير 2018   | 1180     | 1.50          |
| 11 | وصلة=\|حدود جيراردو سيواني        | 9 يناير 2018   | 1 يونيو 2018   | 143      | 2.00          |
| 12 | وصلة=\|حدود رينيه فايلر           | 22 يونيو 2018  | 17 فبراير 2019 | 231      | 1.31          |
| 13 | وصلة=\|حدود توماس هابيرلى         | 21 فبراير 2019 | 16 ديسمبر 2019 | 298      | 1.36          |
| 14 | وصلة=\|حدود فابيو سيليستيني       | 2 يناير 2020   |                |          |               |

### المدربين الرئيسيين حتى عام 2006
| - Dionys Schönecker (1921–24) - فيرينك كونيا (يوليو 1927 – 29 ديسمبر) - اوتو هاماسيك (فبراير 1929 – 29 يونيو) - Albert Halter & Albert Mühleisen (1929) - Karoly "Dragan" Nemes ‏ (1930 – 31 سبتمبر) - هوراس وليامز (أكتوبر 1931–33) - Josef Gerspach (1933–34) - كارل هينلين (1934 – نوفمبر 35) - Adolf Vögeli (نوفمبر 1935–37) - يوزيف أوريديل (1937–38) - روبرت لانغ (1938) - إرفين موسر (1938–39) - Wilhelm Szigmond (1939) - Josef Winkler (مايو 1942–45) - Gerhard Walter (Feb 1945 – مايو 46) - Werner Schaer (1946–49) - Fritz Hack (1949–51) | - Hermann Stennull (1951–55) - رودى جوتيندورف (1955 – أغسطس 61) - Josef Brun & جوسيف ويبر (سبتمبر 1961–62) - Franz Linken (أبريل 1962–64) - Ernst Wechselberger (1964–69) - جوان ستشوانير (1970 – أكتوبر 70) - ويرنير ستشلى & Josef Brun (أكتوبر 1970–71) - روبرت ماير (1971 – سبتمبر 71) - اجون ميلدير & Josef Vogel (سبتمبر 1971 – أكتوبر 71) - Josef Brun (أكتوبر 1971 – نوفمبر 71) - ألبرت سينج (31 أكتوبر 1971 – 30 يونيو 1974) - إيلياس باشيتش (1974 – أبريل 75) - Paul Wolfisberg & Josef Vogel (أبريل 1975–75) - اوتو لوتروب (1975–76) - رين هوسى (1976) - ألبرت سينج (31 ديسمبر 1976 – 30 يونيو 1978) - Paul Wolfisberg & Josef Vogel (يوليو 1978 – يونيو 82) | - Milan Nikolić ‏ (1982–83) - برونو راهمين (1983–85) - فريدل خاوش (28 مارس 1985 – 30 يونيو 1992) - بيرتالان بيكسكى (يوليو 1992 – ديسمبر 93) - فريدهيلم كونيتزكا (ديسمبر 1993 – يونيو 94) - جين بول بريجير (1 يوليو 1994 – 10 مارس 1997) - كورت مولر (مارس 1997 – أكتوبر 97) - Martin Müller ‏ (نوفمبر 1997 – سبتمبر 98) - اجون كورديس (27 سبتمبر 1998 – 1 نوفمبر 1998) - أندريه ماير (نوفمبر 1998 – ديسمبر 98) - اندريه ايجلى (1 يناير 1999 – 30 يونيو 2001) - ريسزارد كومورنيكى (1 يوليو 2001 – 28 يوليو 2001) - رايموندو بونت (3 أغسطس 2001 – 30 يونيو 2002) - هانس بيتير زاوج (1 يوليو 2002 – 30 يونيو 2003) - ارس ستشونينبيرجير (1 يوليو 2003 – 1 نوفمبر 2003) - رينيه فان إيك (1 يوليو 2003 – 30 يونيو 2006) |

### اللوحة الحالية
| مجموعة المستثمرين | مجموعة المستثمرين |
| اسم               | وظيفة             |
| ----------------- | ----------------- |
| فيليب ستودهالتر   | الرئيس            |
| جوزيف بيري        | نائب الرئيس       |
| برنارد ألبستاج    | عضو مجلس الإدارة  |
| سميح ساويرس       | عضو مجلس الإدارة  |
| هانز شميد         | عضو مجلس الإدارة  |
| ماركو سيبر        | عضو مجلس الإدارة  |

| الادارة التنفيذية | الادارة التنفيذية |
| اسم               | وظيفة             |
| ----------------- | ----------------- |
| فيليب ستودهالتر   | المدير العام      |

المصدر: 

## الزي

### الزي الرسمي الحالي
| الزي الرسمي الأول | الزي الثاني | المجموعة الأولى |

## روابط خارجية
- موقع FC Luzern الرسمي باللغة الألمانية
- تلفزيون الويب الرسمي FC Luzern باللغة الألمانية